# 船載航程資料記錄儀

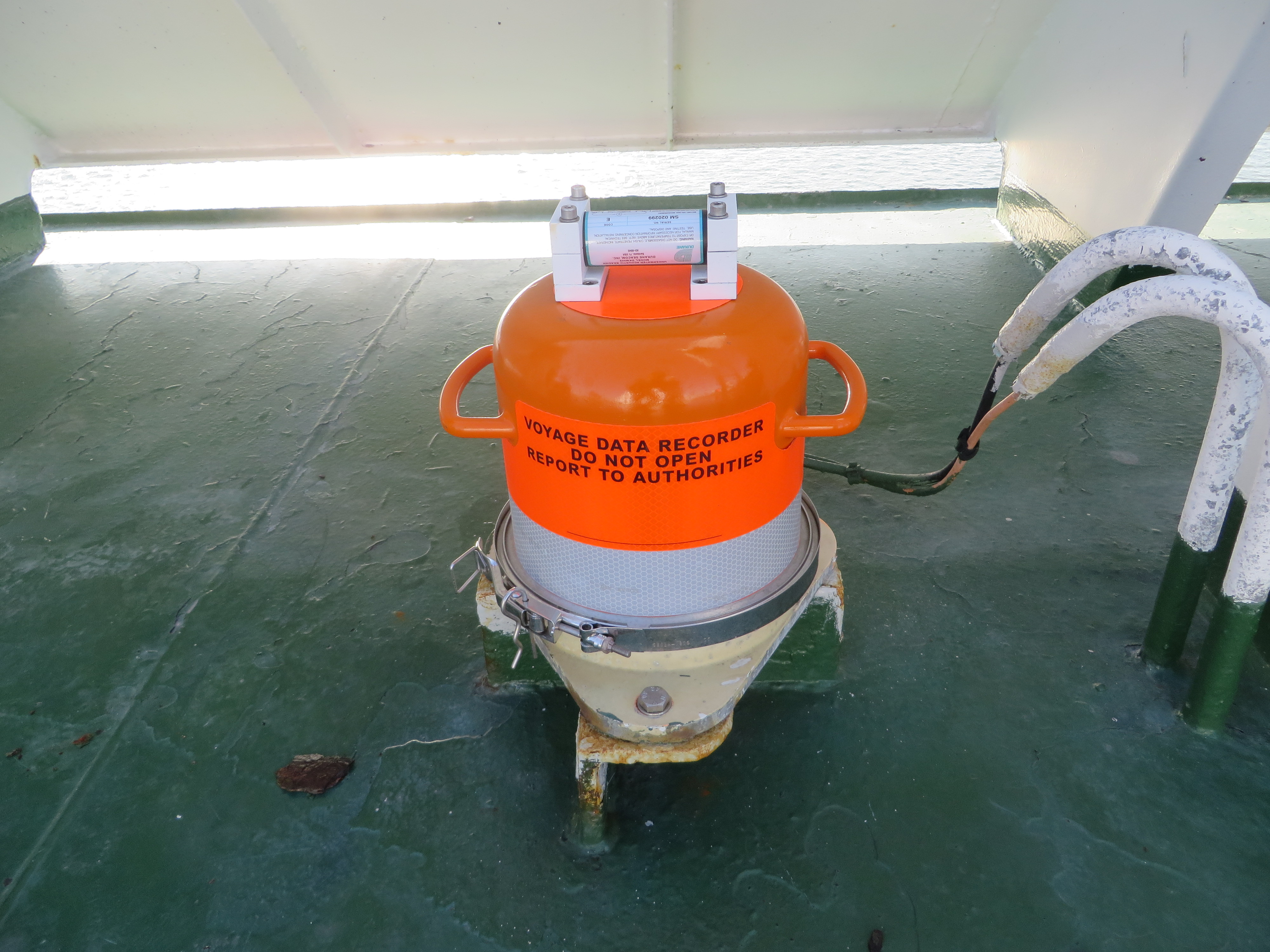
巴爾夫勒渡輪上安裝的船載航程資料記錄儀。

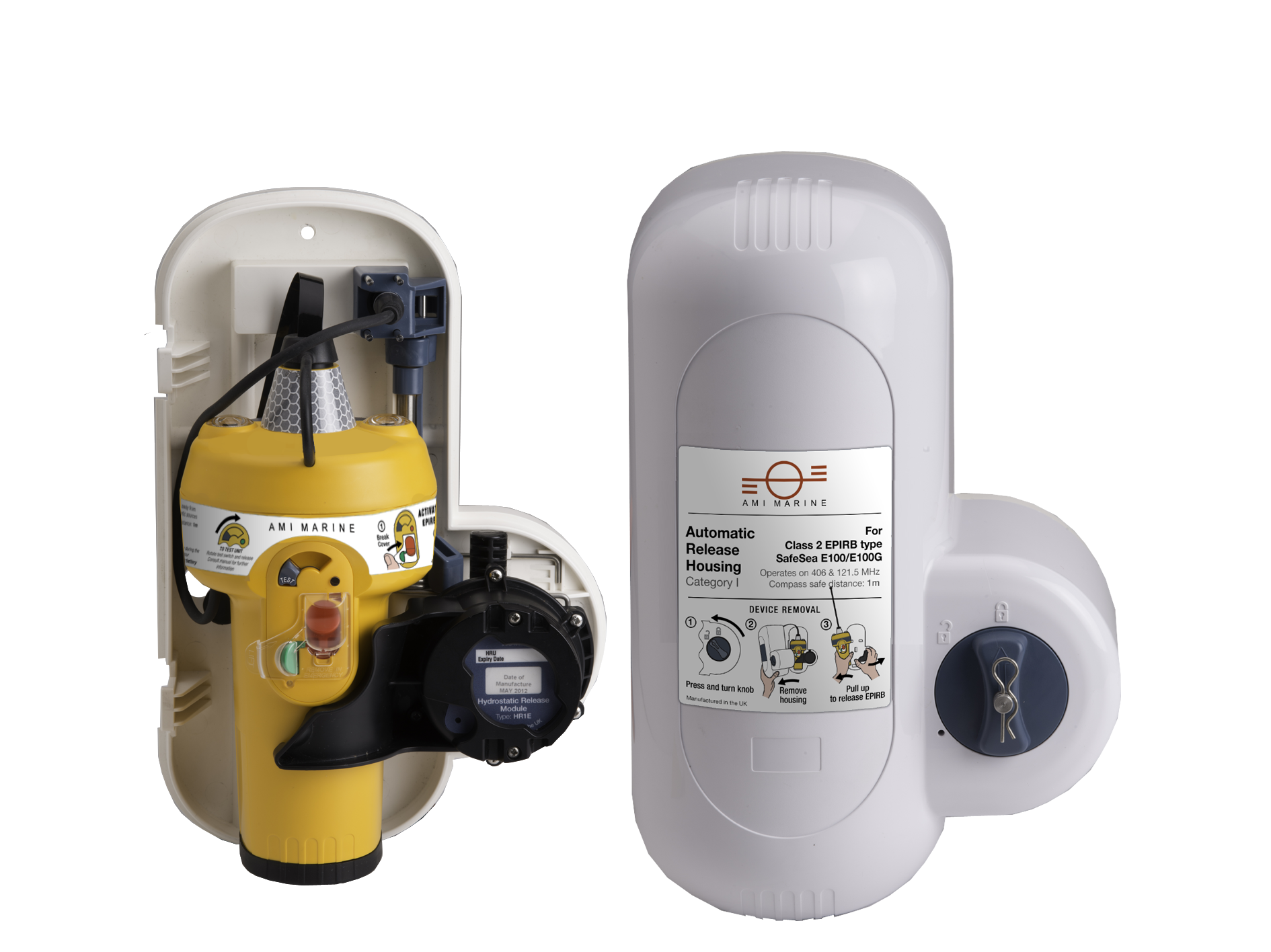
AMI海事有限公司的防護儲存單元，至少保存48個小時的錄音數據。如果船隻下沉將會自動打開白色外殼，並釋放內側的儲存單元（黃色），然後它會浮到水面並發射求救信號，以提醒岸側當局收回。

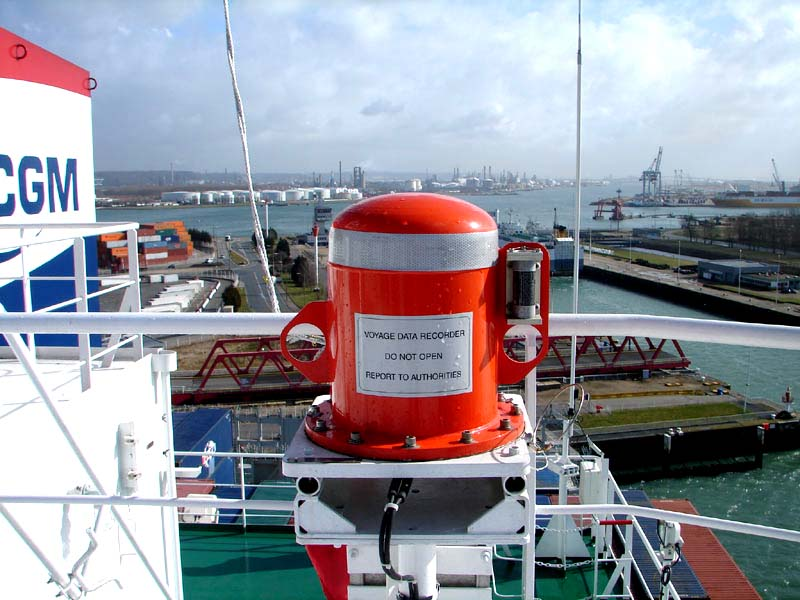
一艘貨櫃船上安裝的船載航程資料記錄儀。

船載航程資料記錄儀（英語：Voyage data recorder，縮寫為VDR）又稱為航行數據記錄儀、航程紀錄器和船舶黑盒子，是為符合1974年國際海事組織《國際海上人命安全公約》（IMO Res.A.861（20）），在2002年7月1日開始強制要求全球船舶安裝的專用數據記錄系統，就像飛機上攜帶的黑盒子，用來協助識別任何海洋事故發生的原因。
VDR系統可從船上的各種傳感器收集數據，然後將其數位化並壓縮，最後將這些資料儲存在外部安裝的防護儲存單元中。除了防護儲存單元之外，該系統還具備一個記錄控制單元和一個數據獲取單元，它們連接到船上的各種設備和傳感器。新的MSC.333（90）法規還規定，內部必須保存至少30天的記錄數據。雖然該系統的主要目的是事後調查事故，但也可以進行預防性維護、性能效率監測、惡劣天氣損害分析、事故風險規避和培訓記錄數據等等其他用途，可提高安全性並降低營運成本。
另有一種簡化型船載航程資料記錄儀（S-VDR），根據國際海事組織的MSC.163（78）性能標準要求所定義，是該系統的簡化版本，專用於小型船隻，它只記錄該船的基本數據，成本也更低。該強制要求在2006年7月1日生效。

## 航行數據
記錄在（一個或多個）單元中的訊息和參數，包括以下：
- 位置、日期、時間 ——透過全球衛星定位系統
- 速度記錄 ——包括水上航速及對地速度
- 陀螺羅盤（英语：Gyro compass） ——航向
- 雷達※ ——如果沒有適用於雷達的現成轉換器，則顯示自動識別系統數據
- 電子海圖顯示與信息系統※ ——每隔15秒捕捉一次螢幕畫面，每10分鐘捕捉一次導航圖列表，或當圖表發生變化時紀錄
- 艦橋錄音 ——包括橋翼的所有聲音都會記錄，特別是人員通話
- 甚高頻無線通訊
- 回音測深儀※ ——龍骨下的深度
- 主警報器※ ——全部國際海事組織發出的強制性警報
- 船體各開口狀況※ ——包括艦橋的螢幕顯示
- 水密防火門※ ——包括艦橋的螢幕顯示
- 船體壓力※ ——包括加速度對船身產生的應力
- 舵機※ ——操作指令和反饋回應
- 發動機／螺旋槳※ ——操作指令和反饋回應
- 推進器※ ——狀態、方向、推力百分比、每分鐘轉速
- 風速計／風向標※ ——風速和風向

※標有※的數據可能不會記錄在S-VDR中，如果數據和標準接口可使用的話，則包括雷達和回音測深儀。

## 外部連結
- AMI海事有限公司船載航程資料記錄儀
- Netwave船載航程資料記錄儀 （页面存档备份，存于）
- IMO船載航程資料記錄儀 （页面存档备份，存于）